# Республика Вороньей улицы
«Республика Вороньей улицы» (латыш. Vārnu ielas republika) — детский героико-приключенческий фильм, снятый режиссёром Адой Неретниеце на Рижской киностудии в 1970 году по мотивам произведений писателя Яниса Гризиня.

## Сюжет
Действие фильма происходит на рижской окраине, в Гризинькалнсе, одном из рабочих районов, сразу после революции 1905 года. Ребята Вороньей улицы, чьи отцы трудятся на ближайших заводах и фабриках, противостоят «Империи Тулиана» — группе мальчишек, детей лавочников, с соседней улицы Лауку.
Случайно в руках «республиканцев» оказался саквояж, отданный им на сохранение незнакомцем, уходившем от погони. В нём ребята нашли красный флаг, листовки и тяжёлый железный ящик, закрытый на ключ. Это всё принадлежало подпольщикам, которых Лурих и Янка приняли за агентов охранки. О тайной находке стало известно Тулиану. За горсть конфет он сумел завладеть саквояжем, который с большими усилиями пришлось возвращать обратно.
В ящике был спрятан наборный типографский шрифт, который через циркачей, связанных с подпольем, был отдан владельцам. Полиции удалось напасть на след и арестовать несколько человек, но основной группе удалось бежать.

## В ролях
- Андрис Лиелайс — Лурих, вожак республиканцев
- А. Чивчс — Янка, адъютант
- А. Кралиша — Эльза, боевая девчонка
- А. Лиепиньш — Папуас, «мелюзга»
- А. Апинис — Пексис, «шпион» и «координатор»
- В. Риепша — Рудис, «профессор»
- Гинтс Берзиньш — Карленс
- М. Турке — Миците
- И. Стродс — Виллис, мальчик из цирка
- А. Булдинскис — Липс Тулиан
- Велта Лине — мать Янки
- Эльза Радзиня — мать Эльзы
- Мария Подгурская — «леди Мэри», подпольщица
- Юрис Леяскалнс — Алексей
- Янис Мелдерис — Артур

## Съёмочная группа
- Режиссёр: Ада Неретниеце
- Автор сценария: Янис Плотниекс
- Оператор: Зигурдс Дюдиньш
- Художник: Герберт Ликумс, Янис Матисс
- Композитор: Маргерис Зариньш